# Macrobrachium petiti
Macrobrachium petiti är en kräftdjursart som först beskrevs av J. Roux 1934.  Macrobrachium petiti ingår i släktet Macrobrachium och familjen Palaemonidae. Inga underarter finns listade i Catalogue of Life.